# 沖縄赤十字病院

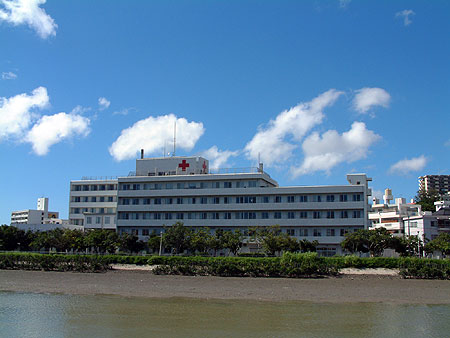
移転前の沖縄赤十字病院（那覇市古波蔵）

沖縄赤十字病院（おきなわせきじゅうじびょういん）は、日本赤十字社沖縄県支部が沖縄県那覇市に設置する病院。沖縄県災害拠点病院、周産期母子医療センター等の指定を受けている。

## 沿革
（この節の出典）
- 1952年（昭和27年）12月19日 - 那覇市美栄橋に厚生協会診療所として開設許可が下りる。
- 1953年（昭和28年）12月 - 厚生協会病院として琉球列島米国民政府から許可を受ける。
- 1959年（昭和34年）12月 - 沖縄赤十字社設立と同時に沖縄赤十字病院と改称する。
- 1972年（昭和47年）5月15日 - 沖縄返還に伴い、日本赤十字社の経営下に置かれる。
- 1978年（昭和53年）8月22日 - 那覇市久茂地から同市古波蔵に移転する。
- 2010年（平成22年）7月5日 - 施設の老朽化により、与儀へ移転する。

## ゆいクロス
2010年（平成22年）6月2日、日本赤十字社沖縄県支部と沖縄県赤十字血液センター、同年7月5日に沖縄赤十字病院の3施設が那覇市与儀に移転し、この合同施設は「ゆいクロス」と命名された。1階にファミリーマートが開業、5階には日本赤十字社沖縄県支部事務局が置かれた。
以前この場所は、琉球大学医学部附属病院（西原町に移転）、その後沖縄県立那覇病院を開設したが、県が赤十字社に土地を売却した。那覇病院は南風原町に移転し、名称は沖縄県立南部医療センター・こども医療センターに変更された。

## 診療科目
- 内科
- 循環器科
- 小児科（NICU有り）
- 外科
- 整形外科
- 脳神経外科
- 神経内科
- 産婦人科
- 耳鼻咽喉科
- 眼科
- 皮膚科
- 泌尿器科
- 歯科・口腔外科
- 放射線科
- 麻酔科
- リハビリテーション科
- 救急部
- 漢方外来

## 医療機関の指定・認定
| - 保険医療機関 - 労災保険指定医療機関 - 指定自立支援医療機関（更生医療） - 身体障害者福祉法指定医の配置されている医療機関 - 生活保護法指定医療機関 - 結核指定医療機関 - 原子爆弾被害者一般疾病医療取扱医療機関 - 母体保護指定医の配置されている医療機関 - 臨床研修病院 | - 特定疾患治療研究事業委託医療機関 - DPC対象病院 - 地域周産期母子医療センター - 救急告示病院 - 災害拠点病院（地域） - 沖縄DMAT指定病院 - 地域医療支援病院 - てんかん診療拠点機関 - 公益財団法人日本医療機能評価機構認定病院 - このほか、各種法令による指定・認定病院であるとともに、各学会の認定施設でもある。 |

## 交通アクセス
- ゆいレール（沖縄都市モノレール線）「安里駅」より徒歩で約15分[6]。

## 周辺施設
- 沖縄県立看護大学
- 沖縄県立図書館
- 那覇市立図書館
- 那覇市民会館
- 那覇警察署
- 那覇東郵便局
- 与儀公園